# Robert Eriksson
Robert Eriksson, født 23. april 1974 i Levanger, er en Norsk lobbyist og tidligere politiker i Fremskrittspartiet.. Han var medlem af Stortinget fra Nord-Trøndelag 2005–2013 og var formand for Stortingets Arbejds- og Sociale Udvalg 2009–2013. Mellem 2013 og 2015 var han arbejds- og socialminister i Regeringen Solberg. Efter at have forladt politik i 2015 har han siden 2016 arbejdet som PR-konsulent i virksomheden MSLGROUP og som lobbyist for skaldyrsindustrien.

## Eksterne links
- Wikimedia Commons har flere filer relateret til Robert Eriksson